# اسماعیل‌خان کندی
اسماعیل خان کندی یک روستا در ایران است که در دهستان غربی واقع شده‌است.